# 赣粤高速公路
赣粤高速公路江西段共分为樟树市至泰和、泰和至赣州、赣州至定南三段建设，全线按高速公路四车道标准设计，总投资30.08亿元。

## 分段情况
胡傅高速
是赣粤高速公路向北的延伸路段，起于樟树市昌傅镇，经山前乡、刘公庙乡、径楼镇，终于高安市八景镇胡家坊，全长33公里。